# Diachlorus heppneri
Diachlorus heppneri är en tvåvingeart som beskrevs av Wilkerson och David Fairchild 1982. Diachlorus heppneri ingår i släktet Diachlorus och familjen bromsar.
Artens utbredningsområde är Peru. Inga underarter finns listade i Catalogue of Life.